# Mai-Otome
Mai-Otome (舞-乙HiME (マイオトメ), майотомэ) — аниме-сериал, снятый студией Sunrise. По этому сюжету были также выпущены манга, OVA, Drama CD и др. Сериал транслировался на телеканале TV Tokyo в 2005 году. Два OVA — продолжение My-Otome Zwei и приквел My-Otome 0~S.ifr~ вышли соответственно в 2006 и 2008 годах. Кроме того, в начале 2008 года были выпущены «рекомпиляции» («обзорные серии») как основного сериала, так и продолжения My-Otome Zwei. Обе содержат по одной серии, которые были заново смонтированы и озвучены. В первом случае серия называется «Май-Отомэ со:сю:хэн ~Юмэ-но Арика~» (舞-乙HiME 総集編～夢のアリカ～), где события излагаются от лица Арики, длительность — около 2 часов. Название второй серии — «Май-Отомэ Цвай со:сю:хэн ~Юмэ-но цудзуки~» (舞-乙HiME Zwei　総集編～夢のツヅキ～), продолжительность — примерно полтора часа. Эти серии были показаны на телеканале AT-X в 2009 году .
«Mai-Otome» иногда называют продолжением «Mai-HiME». Однако фактически сюжеты этих аниме не связаны между собой; единственное, что их объединяет — это общие персонажи. На самом деле, создатели аниме использовали в Mai-Otome достаточно оригинальный подход — взять уже известных зрителю персонажей, и поместить их в совершенно другую обстановку. Действие происходит в «параллельном мире», на другой планете, куда когда-то прибыли переселенцы с Земли. Персонажи ничего не знают о своей «прошлой жизни» в Mai-Hime, они даже не являются больше японцами (хотя имена большинства из них остались прежними, фамилии уже другие). Более того, главная героиня прошлого сериала, Токиха Май, в Mai-Otome получила статус «живой легенды»; упоминания о ней встречаются на протяжении всего сериала, сама же она появляется лишь в последних сериях. Другая героиня, Микото, появляется с самой первой серии, но в качестве кошки. Главную же роль в сериале играют новые персонажи: Арика Юмэмия, Нина Ван, а также принцесса Масиро Блан де Уиндблум, появлявшаяся в «Mai-HiME».
Исходя из вышенаписанного, 舞 (май) в названии сериала следует, по всей видимости, понимать в первоначальном смысле, то есть «танец» (подразумевается, что бои в исполнении мастеров-отомэ — это искусство, подобное танцу). Кроме того, «май» может быть указанием на слово «майстер» (マイスター, майсута:), как называют мастеров-отомэ. Что касается 乙HiME, то, строго говоря, слово «отомэ» (в переводе «дева», «девственница») записывается несколько иначе: 乙女; однако, благодаря такой особенности японской письменности, как фуригана, позволяющей практически любом слову дать иное, даже совершенно нетрадиционное произношение, как «отомэ» читается всё слово 乙HiME. Стоит также отметить, что первоначальное, рабочее название аниме было 舞☆MAiD (май-сута:-мэйдо). Кроме того, в названии OVA-продолжения, 舞-乙HiME Zwei (май-отомэ-цвай) обыгрывается визуальное сходство между иероглифом 乙 и латинской буквой Z.

## Сюжет
Однажды в королевстве Уиндблум (Windbloom) произошёл бунт. Так случилось, что как раз в это время отомэ, состоявшая на службу у короля, ушла в отставку, желая создать семью. Король и королева были убиты, но бывшей отомэ удалось спасти принцессу, отправив её по реке в закрытой капсуле…
Прошло 14 лет…
По пустыне идёт девочка Арика Юмэмия. С младенчества разлучённая со своими родителями, они ничего о них не знает, кроме того, что её мама когда-то была отомэ. И теперь Арика идёт в Уиндблум, где находится единственная в мире школа, обучающая отомэ, Гардеробэ. Она надеется найти какую-либо информацию о своей матери, кроме того, возможно, и самой стать отомэ.
Придя в город, она вначале встречает Нину Ван, ученицу Гардеробэ, и приёмную дочь майора Сергея Вана, а затем — самолюбивую и взбалмошную принцессу Масиро Блан де Уиндблум, которая из-за какого-то каприза убежала из дворца.
Как раз в это время актизируется враждебная организация Schwarz. Пользуясь тем, что принцесса находится вне дворца, они предпринимают попытку убить её. Арика и Нина не смогли бы сами защитить принцессу, если бы не вмешалась майстер-отомэ, Сидзуру Виола. Увидев, как сражается Сидзуру, Арика ещё больше укрепилась в своём желании стать отомэ…

## Терминология

### Отомэ
Термин «乙HiME» расшифровывается, как «乙-Type Highly-advanced Materialising Equipment» (следует однако отметить, что в японском объяснении этого термина говорится не об «оборудовании» (Equipment), а о «способностях» (能力)). Этим же словом называют и девушек, обладающих данными способностями. Отомэ — особые элитные служащие, которые состоят на службе у королей и других благородных персон и являются их советниками, помощниками и телохранителями. Ими могут быть только девушки, и многие девушки со всего мира желают ими стать. Поскольку обучением отомэ занимается лишь одна школа в мире, Гардеробэ, туда направляют учениц со всего мира. Однако отомэ должны быть безупречны во всём, начиная от манер и поведения, и заканчивая умом и владением боевыми искусствами, поэтому по окончании школы лишь немногие удостаиваются звания «майстер-отомэ» (это слово пишется именно так, на немецкий манер, Meister). После поступления в школу в тело учениц вживляются особые наномашины, в результате чего они приобретают способности, намного превышающие способности обычных людей; вплоть до того, что майстер-отомэ может в одиночку сражаться на войне против целой армии. Однако эти наномашины отрицательно реагируют на мужские гормоны, поэтому отомэ запрещены сексуальные отношения с противоположным полом; им приходится выбирать между любовью и службой в качестве отомэ; тем не менее, даже среди майстеров есть такие, которые, завершив свою службу, вступили потом в брак.

### GEM
GEM расшифровывается, как Generable Enigmatic Matrix. Одновременно, по-английски gem означает «драгоценный камень» — GEM обычно представляет собой серьгу с драгоценным камнем, которая прикрепляется к левому уху отомэ. Второй GEM, парный этому, находится в перстне у господина (англ. master, яп. マイスター, майсута:), то есть человека, которому служит отомэ (исключение составляют ученицы Гардеробэ и т. н. «пять столпов»). Назначение GEM — управление работой вживлённых в тело отомэ наномашин. Чтобы GEM могла действовать, господин должен её авторизовать. После совершения авторизации и выполнения команды «Materialize!», начинает действовать энергия HiME и активизируется их облачение (robe).

### Robe
Robe — боевое облачение отомэ. Активизируется по команде «Materialize!». Обеспечивет отомэ их сверх-силой, защищает их, а также позволяет им летать.

### Контракт
Отомэ готовятся для служения какому-либо конкретному человеку (как правило, из правителей государств, ибо только они могут себе такое позволить). Поступая на службу, отомэ заключает с этим человеком контракт. После этого она может использовать свои сверх-способности; впрочем, для этого каждый раз требуется авторизация господина. Контракт — это не просто договор; чувства отомэ и человека, которому она служит, оказываются определённым образом связаны. Если ранят отомэ, боль ощущает и господин; если отомэ убивают, господин также погибает; и наоборот.
При отсутствии у отомэ постоянного господина, она, при необходимости использовать свою силу, может заключить временный контракт (например, Нина заключает такой контракт с Масиро в первой серии сериала).
Исключение составляют «пять столпов», которые не имеют своего господина (их госпожой считается синсо (真祖) Фуми Химэно) и могут активировать свои сверх-способности по желанию.

### Гардеробэ
Специализированная школа, обучающая отомэ. Размещается в королевстве Уиндблум. Этимология слова Гардеробэ (ガルデローベ, гарудэро:бэ) не разъясняется, однако можно предположить, что оно происходит от французских слов garder — хранить, охранять, и robe — платье (в данном случае — боевое облачение отомэ).
Поскольку это единственная в мире школа, где обучают отомэ, туда присылают учениц из многих стран мира. Однако, не многие доходят до выпуска и становятся майстерами отомэ.
В школу принимают девочек от 14 до 16 лет. Обучение длится 2 года. Ученицы первого, подготовительного года называются «коралловые отомэ» (コーラルオトメ, ко:рару отомэ). Их численность составляет около 50 человек. Помимо собственно обучения, они выполняют много физической работы, как например, ежедневное подметание территории. Они также должны прислуживать ученицам второго года, которых они уважительно называют «онээ-сама». Ученицы второго года называются «жемчужные отомэ» (パールオトメ, па:ру отомэ). Их в два раза меньше, около 25 человек. Ввиду такого большого отсева, между ученицами часто наблюдается конкуренция, иногда даже вражда.
Когда кто-либо из «жемчужных отомэ» заканчивает обучение, по случаю их выпуска проводятся особые показательные бои (舞闘, буто:; специальный термин, состоящий из иероглифов «танец» и «бой»). С «жемчужными отомэ» сражаются две представительницы «коралловых отомэ», которые определяются посредством предварительных боёв между собой. Вне зависимости от исхода сражения после него эти представительницы становятся «жемчужными отомэ».
Как и в случае «пяти столпов», госпожой коралловых и жемчужных отомэ (а также сотрудниц школы, являющихся отомэ) считается синсо Фуми Химэно; они, однако, не могут сами активировать свои GEM; для этого требуется разрешение администрации школы.

## Список персонажей
Арика Юмэмия (яп. 夢宮ありか Arika Yumemiya) — Главная героиня. С младенчества разлучённая с родителями, она выросла в далёкой провинции, у бабушки. О родителях ничего не знает, кроме того, что её мама была когда-то отомэ (это была Рена (Лена) Сейерс, первая отомэ на службе у короля Уиндблума). Поэтому, когда ей исполнилось 14 лет, она отправилась в Уиндблум, в школу Гардеробэ, чтобы узнать что-либо о своей матери, и самой стать отомэ. По характеру бодрая и оптимистичная, однако часто достаточно легкомысленная. При этом умеет добиваться поставленной цели; так, ей удалось в поступить в Гардеробэ, хотя принимать учеников посреди учебного года было против всех правил. В боевом искусстве отомэ сразу показала хорошие результаты; с обычными школьными предметами дела обстояли хуже. За внешний вид получила от Сергея Вана прозвище «аринко» (от яп. 蟻, ари, муравей); так, впрочем, независимо от него, называют её и другие. По ходу сериала она становится майстер-отомэ, миновав, таким образом, стадию «жемчужных отомэ» (хотя, формально, будучи назначенной представителем «коралловых отомэ» на показательных боях («буто:»), она по их окончании автоматически должна была получить этот статус). Её GEM — «Сапфир голубых небес» (яп. 蒼天の青玉, со:тэн-но сейгёку). Её госпожа — королева Масиро.
Сэйю: Мика Кикути
Нина Ван (Nina Wáng) — В начале сериала — ученица Гардеробэ, коралловая отомэ. О своих родителях ничего не помнит. Её приёмным отцом является Сергей Ван, которого она горячо любит, и постоянно старается поступать так, чтобы «ото:-сама» был ею доволен. По характеру спокойная и сдержанная, практически полная противоположность Арике. К Арике сразу отнеслась довольно холодно, во время обучения в Гардеробэ, впрочем, их отношения улучшились. Однако, она продолжала ревновать её к Сергею. На самом деле она — принцесса Цветущего Ветра, как выясняет герцог Наги, но в конце концов она отказывается от этой роли и в конце остается С Сергеем. Как и Арика, стала майстер-отомэ, перескочив через стадию «жемчужных отомэ». Её GEM — «Предельно-чёрный бриллиант» (яп. 漆黒の金剛石, сиккоку-но конго:сэки). Под воздействием «гармониума» в последней серии она почти потеряла память, поглощенная чёрным бриллиантом, но Арика спасла её. Её господин — герцог Наги.
Сэйю: Ами Косимидзу
Масиро Блан де Уиндблум (Mashiro Blan de Windbloom) — Принцесса, а затем и королева Уиндблума. Об её детстве ничего не известно, поэтому многие сомневаются, действительно ли она принадлежит к королевскому роду. Масиро знает об этих сомнениях, и это доставляет ей переживания. Тем не менее, поначалу она ведёт себя заносчиво и своенравно, пользуясь своей королевской властью. Её мало заботит жизнь простого народа вне стен дворца; она даже произносит, несколько переиначив, знаменитую фразу Марии-Антуанетты: «Если у них нет хлеба, пусть едят пирожные». По ходу сериала, однако, в значительной мере под влиянием Арики и принца Такуми, а также из-за последовавших событий, она начала задумываться об ответственности королевы за свой народ…
Эрстин Хо (яп. Erstin Ho) — Ученица Гардеробэ, коралловая отомэ. Родом из Аннана. Соседка Арики и Нины по комнате. По характеру скромная и застенчивая, поэтому её привлекает бодрая и активная Арика. Поступая в школу, стремилась не заводить ни с кем дружбы (у неё были на то причины), однако подружилась и с Арикой, и с Ниной. Успеваемость отличная. В качестве отомэ она не показала таких выдающихся результатов, как Арика и Нина, однако всячески их поддерживала, и даже рисковала из-за Арики жизнью. Так как её семья давно поклоняется «богу знаний и технологий», также участвовала в борьбе против Гардероба — но при этом, если бы не вызванный ею «раб», то Нина убила бы Арику. А так получилось, что Нина, уничтожив «раба», убила и Эрстин. Согласно японской Википедии, имя Erstin Ho является анаграммой от слова Гольштейн (Holstein, в данном случае — порода коров; намёк на большой размер груди Эрстин) с типичной для японцев заменой «l» на «r».
Сэйю: Минами Курибаяси
Ирина Вудс (яп. Irina Woods) — Ученица Гардеробэ, коралловая отомэ. Родом из республики Аэрису. Ещё одна подруга Арики и Нины. Увлекается техникой, поэтому часто бывает в лаборатории доктора Ёко. Также любит изобретать разные оригинальные вещи, например, гигантский пылесос, которые она сделала, чтобы помочь Арике с уборкой (к сожалению, неудачно). По окончании школы осталась при ней заниматься научными исследованиями, помогая доктору Ёко и профессору-киборгу из Асвада.
Сэйю: Кумико Хига
Нацуки Крюгер (яп. Natsuki Kruger) — Директор школы Гардеробэ. Обычно спокойная, сдержанная и рассудительная, хотя по воле авторов сериала порой попадает в достаточно нелепые ситуации. Она одна из первых оценила потенциал Арики и хотела принять её в школу, хотя это и встретило сопротивление других членов совета. Во время оккупации Уиндблума и школы путешествует вместе с Нао, стремясь договориться о помощи с руководителями окружающих государств. Майстер-отомэ, одна из «пяти столпов». Её GEM — «Снежно-ледяной кристалл» (яп. 氷雪の銀水晶, хё:сэцу-но гинсуйсё:) . Её госпожа — синсо Фуми Химэно.
Сэйю: Саэко Тиба
Сидзуру Виола (яп. Sizuru Viola) — Родом из Уиндблума. Живёт при школе, является основной помощницей Нацуки, хотя не совсем ясно, официальная ли это должность. Как и в Mai-HiME, любит Нацуки, только в данном случае она этого и не скрывает. Всегда элегантно выглядит. Говорит с кансайским акцентом. Является одной из лучших отомэ того времени; именно её битва в первой серии воодушевила Арику на то, чтобы самой стать отомэ. Майстер-отомэ, одна из «пяти столпов». Её GEM — «Чарующий аметист красоты» (яп. 嬌嫣の紫水晶, кё:эн-но мурасакидзуисё:). Её госпожа — синсо Фуми Химэно.
Сэйю: Наоми Синдо
Сергей Ван (яп. Sergay) — Представитель государства Артай. Приёмный отец Нины. Имеет звание «майор» (яп. 少佐, сё:са), но фактически является помощником Наги. Будучи на службе у Наги, совершил в прошлом немало убийств, но может быть добрым и заботливым. Он нежно любит Нину, как родную дочь, и оказывает попечение Арике.
Сэйю: Кацуюки Кониси
Наги Дай Артай (яп. Nagi Dài Artai) — Герцог, глава государства Артая. Такой же расчётливый и циничный, как в Mai-HiME, но если там он большей частью наблюдал и комментировал, то здесь он предпринимает активные действия. Он стремится захватить технологии, стоящие за отомэ, а с их помощью — захватить мир. Неоднократно делал предложения принцессе Масиро, но она ему нужна лишь как средство для осуществления его целей, и она это прекрасно понимает. Тем не менее, в значительной мере именно благодаря ему Арика смогла стать ученицей Гардеробэ, хотя он сделал это, разумеется, не ради неё, а для развлечения и назло Масиро.
Сэйю: Акира Исида
Мию (яп. Miyu) — Странная женщина в чёрном плаще и остроконечной шляпе, путешествующая по планете. На самом деле она — робот-андроит, её имя расшифровывается, как «Merciful Intelligential Yggdrasil Unit» (в отличие от Mai-HiME, где первое слово читалось, как «Multiple»). Как и в Mai-HiME, она безгранично предана Алиссе Сеаррс, но здесь Алисса присутствует только в виде золотистой птички на плече у Мию (а также в воспоминаниях). Однако, по словам Мию, Рена Сейерс является потомком Алиссы (возможно также, что фамилия «Sayers» — это исказившаяся со временем «Searrs»). Поэтому Мию помогает Арике, дочери Рены, являясь для неё чем-то вроде доброй феи (возможно, именно по этой причине авторы сериала дали ей такое одеяние, обычно свойственное волшебницам). Как робот, она обладает немалыми боевыми возможностями, и способна сражаться с опытными отомэ.
Сэйю: Киёми Асай
Мидори (яп. Midori) — Глава Асвада. Асвад когда-то был государством, но теперь это лишь собрание кочевых поселений, прочими, «цивилизованными» государствами считающееся вне закона. Мидори происходит из рода королей Асвада, однако уважение в народе она заслужила за свои собственные дела и заботу о людях. Народ называет её просто «босс» (яп. 頭領, то:рё:). Как и в Mai-HiME, она утверждает: «Мне 17 лет», но в данном случае это утверждение имеет основания. Во время одной из прошлых войн в результате применения оружия массового поражения их государство было разрушено, а люди заразились тяжёлой болезнью. Развитие тела Мидори остановилось на уровне 17 лет, дальнейшую её жизнь поддерживают наномашины, подобные тем, что используются у отомэ. Впрочем, её ближайшим помощникам повезло ещё меньше — они стали киборгами. Она враждует с Уиндблумом ради получения технологий наномашин, но они ей нужны не ради власти, как Наги, а ради возрождения своего народа. Мидори — единственная из героев Mai-HiME, которая «взяла с собой» в новый сериал своё «Дитя» — Гакутэно (но здесь, разумеется, это робот или «слейв»). Для управления им, а также для поддержания собственной жизни она использует REM — устройство, скопированное с GEM отомэ.
Сэйю: Юкари Тамура
Токиха Май (яп. 鴇羽 舞衣 Токиха Май) — Майстер-отомэ, ставшая «живой легендой». Главная героиня Mai-HiME; в Mai-Otome же она стала «Принцессой Май» (яп. 舞衣姫, майхимэ) в буквальном смысле этого слова — она принцесса из государства Дзипангу (прототипом которого стала средневековая Япония; по этой причине выходцы из этого государства сохранили в сериале японские имена). Май пошла учиться на отомэ, чтобы иметь возможность помогать своему брату, Такуми, который должен был стать главой Дзипангу. Уже практически закончив обучение, она засомневалась между выбором пути служения в качестве отомэ, или жизнью в браке. По этой причине она отправилась в путешествие, из которого не вернулась. Многие считали её погибшей, на самом же деле она попала в Чёрную Долину, где обитала Микото Кошкобогиня. Как и в Mai-HiME, Микото привязалась к Май, а особенно к приготовляемой ею еде. Кроме того, Микото проглотила GEM Май, став, таким образом, её госпожой. В сериале Май появляется лишь в последних сериях, но упоминания о ней встречаются и раньше по ходу сериала. Например, в 5 серии, когда показывается интерьер «Backstage», магазина для фанатов отомэ (явная пародия на магазины для фанатов аниме), на стене можно видеть плакат с изображением Май. В той же серии упоминается «грибной суп токиха». Учитывая, что Май всегда отличалась своими кулинарными способностями, можно предположить, что суп был назван в её честь (тем более, что это любимый суп кошки Масиро, Микото). Несмотря на мирную жизнь в долине, Май остаётся опытной майстер-отомэ. Впрочем, иногда она использует свои способности нетрадиционным образом, в частности, для приготовления пищи. Её GEM — Рубин Огненных струн(яп. 炎綬の紅玉, эндзю-но ко:гёку). Её госпожа — Микото Кошкобогиня.
Сэйю: Май Накахара
Микото Кошкобогиня (яп. ミコト 猫神様 Минаги Микото) — Живёт в Чёрной Долине. Как и в Mai-HiME, весьма привязана к Май и её еде. И в целом её характер и внешность почти не изменились, только здесь она носит традиционную одежду буддистских монахов, и вместо прежнего меча у неё в руках посох с изображением кошачей головы. Несмотря на внешний вид, она обладает серьёзными боевыми способностями; ни Май, ни Арика не смогли её победить. По словам Мию, Микото является HiME в первоначальном смысле этого слова; у неё даже есть соответствующая родинка. Что касается кошки Масиро по имени Микото, то она определённым образом связана с Кошкобогиней. Микото говорит, что через неё она могла наблюдать за Микото и Арикой. Вообще, следует отметить, что в сериале действуют несколько кошек, с одинаковым внешним видом, но разными отметинами на лбу. Как минимум в одном кадре 23 серии присутствуют сразу две из них.
Сэйю: Ай Симидзу
Токиха Такуми но ками Тадаёри (яп. 鴇羽巧海頭忠頼 Токиха Такуми) — Брат Май и сын сёгуна государства Дзипангу, соответственно, будущий его правитель. Обладает мягким характером. Слаб здоровьем, и потому вынужден регулярно принимать таблетки. Переживает по поводу пропажи Май, и даже прибыв с визитом в Уиндблум, тайно убежал в город, чтобы найти о ней какую-либо информацию. Его государство, как и реальная средневековая Япония, держится в изоляции, не участвуя в каких-либо международных соглашениях и т. п. Тем не менее, в последних сериях упоминается о том, что и Такуми присылал свою помощь в борьбе против оккупации Наги.
Сэйю: Юго Такахаси
Окудзаки Акира (яп. 尾久崎 晶 Окудзаки Акира) — Помощница и охранница Такуми. По характеру обычно холодная и сдержанная, хотя любит Такуми и переживает за него. Как и в Mai-HiME, её первое появление на экране было в образе мужчины: она подменяла Такуми во время визита в Уиндблум, когда тот сбежал в город. Хотя её функции при Такуми близки к функциям отомэ, сама она отомэ не является. Более того, на соответствующий вопрос Арики отвечает с некоторым раздражением: そんな者と一緒にするな, то есть примерно: «Не ставь меня в один ряд с этими». Такое отношение к отомэ вызвано, по всей видимости, судьбой Май, которая пропала именно во время своего обучения на отомэ. Сама же Акира является чем-то вроде куноити (ниндзя-женщины).
Сэйю: Санаэ Кобаяси

## Музыкальные темы
В сериале используются две версии вступительной заставки: одна в сериях 1—15, вторая — в сериях 16—25. Эндинг (закрывающая тема) один.
Открывающие темы
Dream☆Wing
- Слова, музыка, исполнение: Минами Курибаяси

Crystal Energy
- Слова, музыка, исполнение: Минами Курибаяси

Закрывающие темы
Отомэ-ва DO MY BEST дэсё? (яп. 乙女はDO MY BESTでしょ？)
- Поют: Мика Кикути и Ами Косимидзу

## Список и названия серий
Сериал состоит из 26 серий обычной длины (то есть, около 24 минут). При телетрансляции две последних серии показывались подряд. Анонсы (preview) в конце каждой серии ведутся от лица разных персонажей; их содержание, как правило, мало соотносится с содержанием серии.
Русские переводы названий в данной таблице даны неофициальные, так как официального перевода сериала на русский язык нет.
| Серия | Японское название        | Русское название                     |
| ----- | ------------------------ | ------------------------------------ |
| 01    | ユメノ☆アリカ            | Мечтающая Арика (Арика мечты)        |
| 02    | 乙女の園を駆ける疾風!?   | Порыв ветра, дующий через сад дев!?  |
| 03    | はじめてのケ・イ・ケ・ン | Первый опыт                          |
| 04    | 炎の転入生!!             | Пламенная новая ученица              |
| 05    | 学園と制服とあたし♪      | Академия, школьная форма и я ♪       |
| 06    | ニナ、まかれる…orz       | Нину «накрутили»…orz                 |
| 07    | 蒼の舞/乙女の契り        | Танец синевы / Клятва девы           |
| 08    | 運命の軛                 | Иго судьбы                           |
| 09    | 海－水着＋遭難＝?        | Море - купальник + происшествие = ?  |
| 10    | それが乙女の一大事       | Это для девушки серьёзное дело       |
| 11    | HAPPY☆BIRTHDAY           | HAPPY☆BIRTHDAY                       |
| 12    | 仮面舞踏かい?            | Это что, бал-маскарад?               |
| 13    | 茜色の空に…              | В багряном небе                      |
| 14    | オトメのS・O・S          | SOS отомэ                            |
| 15    | アリカ、泣く。           | Арика, плачет                        |
| 16    | 『約束だよ!』            | «Обещаем!»                           |
| 17    | 蒼の舞/想い、散るとき    | Танец синевы / Когда угасают чувства |
| 18    | ホワイトアウト           | Whiteout                             |
| 19    | 宿命の17歳（^^；）       | Судьба быть 17-летней （^^；）       |
| 20    | ニーナと呼ばないで       | Не называй меня Ниной                |
| 21    | 白き姫、目覚めるとき     | Когда белая принцесса пробуждается   |
| 22    | ホロビノウタ             | Песнь разрушения                     |
| 23    | 不思議の谷のアリカ       | Арика в долине чудес                 |
| 24    | あなたのために…          | Ради тебя…                           |
| 25    | 蒼天の乙女               | Небесно-голубая дева                 |
| 26    | Dream☆Wing～夢の在処～   | Dream☆Wing ~Место, где живёт мечта~  |